# Christine Bastin
Christine Bastin is universitair hoofddocent aan de Universiteit van Luik en senior onderzoeker bij het FNRS.

## Biografie
In 1999, 2001 en 2004 studeerde zij af aan de Universiteit van Luik in de psychologische wetenschappen.
Bastin is sinds oktober 2013 gediplomeerd onderzoeker F.R.S. - FNRS, In Vivo Imaging, aan de ULiège. Tijdens haar studies schreef ze een doctoraatsthesis (onder toezicht van professor Martial Van der Linden) over de werking van het episodisch geheugen bij normale en amnesische veroudering.
Christine Bastin houdt zich voornamelijk bezig met neuropsychologie en meer bepaald met degeneratieve pathologieën zoals de ziekte van Alzheimer. Haar onderzoeksgebieden zijn gebaseerd op cognitieve neurowetenschappen, cognitieve psychologie en functionele beeldvorming van de hersenen.

## Werken en publicaties
Zij heeft dissertaties geschreven over neurologie gewijd aan degeneratieve ziekten en heeft bijgedragen aan het schrijven van talrijke hoofdstukken op hetzelfde gebied. Daarnaast heeft zij verscheidene artikelen gepubliceerd in peer-reviewed tijdschriften.
- Bibliothèque nationale de France: cb122317326 (data)
- CiNii: DA12690405
- DBLP: 125/4662
- Gemeinsame Normdatei: 174180934
- International Standard Name Identifier: 0000 0001 1063 1226
- Library of Congress Control Number: n87125265
- Nationale Bibliotheek van Israël: 987007444591205171
- Nederlandse Thesaurus van Auteursnamen: 071012133
- ORCID: 0000-0002-4556-9490
- PIC: 323224
- Système universitaire de documentation: 031018246
- Virtual International Authority File: 54200364
- WorldCat: E39PBJk94YYYt8D7H894RCCPcP